# 鬼崎漁業協同組合
鬼崎漁業協同組合（おにざきぎょぎょうきょうどうくみあい、Onizaki fishery cooperative association）は、愛知県常滑市北部に本所を置く漁業協同組合。
鬼崎漁港（蒲池地区）に販売・事務などの営業所を設置している。

## 沿革
- 1949年（昭和24年）9月22日 - 発足。
- 2008年（平成20年）2月20日 - 北側に隣接していた大野漁業協同組合を吸収合併。

## 施設
- 事務局所在地 - 愛知県常滑市蒲池町3-97 鬼崎漁港（蒲池地区）
- 営業時間（定休日：日・祝祭日、時期により臨時変更多々あり）
平日 9:00 - 17:00、土曜日 9:00 - 12:00
- のり集荷場 - 愛知県常滑市港町1-37 鬼崎漁港（榎戸地区）
- 海苔共同加工場 - 鬼崎漁港（蒲池地区）
- 漁港（3地区） - 大野漁港-第1種、鬼崎漁港（蒲池地区）・（榎戸地区）-第2種
備考：鬼崎漁港（榎戸地区）北部は鬼崎フィッシャリーナ（プレジャーボート分離収容港）になる。
- 付随組織 - 東日本信用漁業協同組合連合会鬼崎営業店

## 主な漁業
- 海苔養殖業
- 底引き網漁業
- 採貝漁業
- 刺し網漁業
- 潜水漁業

など

## 著名地物
漁業区画内及び港内
- 大野海水浴場
- 鬼崎験潮場
- 多屋海岸

漁業区画外
- 新舞子マリンパーク
- 伊勢湾灯標
- 中部国際空港

## アクセス
名鉄常滑線蒲池駅より徒歩約5分。